# Crocus mathewii
Crocus mathewii là một loài thực vật có hoa trong họ Diên vĩ. Loài này được Kerndorff & Pasche miêu tả khoa học đầu tiên năm 1994.